# Nomophila corticalis
Espèce
Nomophila corticalis est une espèce de lépidoptères (papillons) qui appartient à la famille des Crambidae.